# ATP Cup de 2021
A ATP Cup de 2021 foi a 2ª edição do torneio entre países do tênis masculino disputado em quadras duras da Austrália.
Originalmente, aconteceria com 24 equipes, distribuídas em jogos nas cidades de Brisbane, Perth e Sydney na primeira semana de 2021, mas foi alterada devido à pandemia de COVID-19. Com a final entre Rússia e Itália na Rod Laver Arena do complexo do Australian Open, em Melburne, Andrey Rublev e Daniil Medvedev venceram no sábado do dia 6 de fevereiro os adversários Fabio Fognini e Matteo Berrettini, respectivamente, tendo vencido todas as partidas disputadas de simples.

## Pontuação e premiação
Por conta da pandemia de COVID-19, o torneio sofreu redução de 40% da premiação em dinheiro e dará menos pontos nesta edição.

### Distribuição de pontos
| Modalidade | Jogador ranqueado | Fase           | Pontos por vitória vs. oponente ranqueado | Pontos por vitória vs. oponente ranqueado | Pontos por vitória vs. oponente ranqueado | Pontos por vitória vs. oponente ranqueado | Pontos por vitória vs. oponente ranqueado | Pontos por vitória vs. oponente ranqueado | Pontos por vitória vs. oponente ranqueado |
| Modalidade | Jogador ranqueado | Fase           | No. 1–10                                  | No. 11–20                                 | No. 21–30                                 | No. 31–50                                 | No. 51–100                                | No. 101–250                               | No. 251+                                  |
| ---------- | ----------------- | -------------- | ----------------------------------------- | ----------------------------------------- | ----------------------------------------- | ----------------------------------------- | ----------------------------------------- | ----------------------------------------- | ----------------------------------------- |
| Simples    | No. 1–250         | Final          | 220                                       | 180                                       | 140                                       | 100                                       | 75                                        | 45                                        | 30                                        |
| Simples    | No. 1–250         | Semifinal      | 150                                       | 130                                       | 100                                       | 70                                        | 45                                        | 30                                        | 20                                        |
| Simples    | No. 1–250         | Fase de grupos | 75                                        | 65                                        | 50                                        | 35                                        | 25                                        | 20                                        | 15                                        |
| Simples    | No. 251+          | Final          | 55                                        | 55                                        | 55                                        | 55                                        | 55                                        | 45                                        | 30                                        |
| Simples    | No. 251+          | Semifinal      | 45                                        | 45                                        | 45                                        | 45                                        | 45                                        | 30                                        | 20                                        |
| Simples    | No. 251+          | Fase de grupos | 25                                        | 25                                        | 25                                        | 25                                        | 25                                        | 15                                        | 10                                        |
| Duplas     | Qualquer ranking  | Final          | 100                                       | 100                                       | 100                                       | 100                                       | 100                                       | 100                                       | 100                                       |
| Duplas     | Qualquer ranking  | Semifinal      | 75                                        | 75                                        | 75                                        | 75                                        | 75                                        | 75                                        | 75                                        |
| Duplas     | Qualquer ranking  | Fase de grupos | 50                                        | 50                                        | 50                                        | 50                                        | 50                                        | 50                                        | 50                                        |

- Máximo de 500 pontos por invencibilidade de jogador de simples e 250 para duplista.

### Premiação

#### Individual
| Vitória em     | 1ª vitória em simples | 2ª vitória em simples | Vitória em duplas (por jogador) |
| -------------- | --------------------- | --------------------- | ------------------------------- |
| Final          | US$ 191 700           | US$ 135 000           | US$ 37 000                      |
| Semifinal      | US$ 103 800           | US$ 70 800            | US$ 21 000                      |
| Fase de grupos | US$ 30 000            | US$ 21 000            | US$ 6 000                       |

- Se o confronto for decidido na segunda partida de simples, o duelo de duplas não será disputado e o dinheiro será dividido igualmente entre os membros das duas equipes.

#### Equipe
| Vitória em     | Por jogador |
| -------------- | ----------- |
| Final          | US$ 30 000  |
| Semifinal      | US$ 18 000  |
| Fase de grupos | US$ 6 000   |

- Todos os jogadores (3 a 5) - independentemente de jogarem ou não - recebem a mesma quantia por vitória de sua equipe.

Obs.: não inclui cachês de participação.

## Entradas
Onze países se classificaram baseados no ranking da ATP, selecionando o posicionamento dos jogadores em simples, de 4 de janeiro de 2021 e seu comprometimento em participar do evento. O país-sede, a Austrália, recebeu um convite (WC). A Suíça ficou fora como equipe classificada após o número 5 do mundo Roger Federer desistir por uma lesão no joelho direito.
| País           | Jogador 1          | Jogador 2             | Jogador 3          | Jogador 4                | Capitão               |
| -------------- | ------------------ | --------------------- | ------------------ | ------------------------ | --------------------- |
| Alemanha       | Alexander Zverev   | Jan-Lennard Struff    | Kevin Krawietz     | Andreas Mies             | Mischa Zverev         |
| Argentina      | Diego Schwartzman  | Guido Pella           | Horacio Zeballos   | Máximo González          | Diego Schwartzman     |
| Austrália (WC) | Alex de Minaur     | John Millman          | John Peers         | Luke Saville             | Lleyton Hewitt        |
| Áustria        | Dominic Thiem      | Dennis Novak          | Philipp Oswald     | Tristan-Samuel Weissborn | Wolfgang Thiem        |
| Canadá         | Denis Shapovalov   | Milos Raonic          | Peter Polansky     | Steven Diez              | Peter Polansky        |
| Espanha        | Rafael Nadal       | Roberto Bautista Agut | Marcel Granollers  | Pablo Carreño Busta      | Pepe Vendrell         |
| França         | Gaël Monfils       | Benoît Paire          | Nicolas Mahut      | Édouard Roger-Vasselin   | Richard Ruckelshausen |
| Grécia         | Stefanos Tsitsipas | Michail Pervolarakis  | Markos Kalovelonis | Petros Tsitsipas         | Apostolos Tsitsipas   |
| Itália         | Matteo Berrettini  | Fabio Fognini         | Simone Bolelli     | Andrea Vavassori         | Vincenzo Santopadre   |
| Japão          | Kei Nishikori      | Yoshihito Nishioka    | Ben McLachlan      | Toshihide Matsui         | Max Mirnyi            |
| Rússia         | Daniil Medvedev    | Andrey Rublev         | Aslan Karatsev     | Evgeny Donskoy           | Evgeny Donskoy        |
| Sérvia         | Novak Djokovic     | Dušan Lajović         | Filip Krajinović   | Nikola Čačić             | Viktor Troicki        |

## Fase final
|  | Semifinal      | Semifinal  |                |   | Final | Final |
|  |                |            |                |   |       |       |
|  | 6 de fevereiro |            |                |   |       |       |
|  |                |            |                |   |       |       |
|  | [6] Alemanha   | 1          |                |   |       |       |
|  | [6] Alemanha   | 1          | 7 de fevereiro |   |       |       |
|  | [4] Rússia     | 2          |                |   |       |       |
|  | [4] Rússia     | 2          | [4] Rússia     | 2 |       |       |
|  | 6 de fevereiro |            | [4] Rússia     | 2 |       |       |
|  |                | [8] Itália | 0              |   |       |       |
|  | [8] Itália     | [8] Itália | 0              | 3 |       |       |
|  | [8] Itália     |            |                | 3 |       |       |
|  | [2] Espanha    | 0          |                |   |       |       |
|  | [2] Espanha    | 0          |                |   |       |       |

## Final

### Rússia vs. Itália
| Rússia 2 | Melbourne, Austrália 7 de fevereiro Rod Laver Arena | Melbourne, Austrália 7 de fevereiro Rod Laver Arena               | Itália 0 |     |   |            |   |  |
| \| 1 \| \| Andrey Rublev Fabio Fognini \| 6 1 \| 6 2 \| \| \| \| 2 \| \| Daniil Medvedev Matteo Berrettini \| 6 4 \| 6 2 \| \| \| \| 3 \| \| Evgeny Donskoy / Aslan Karatsev Simone Bolelli / Andrea Vavassori \| \| \| \| não jogado \| \| 4 \| \| \| \| \| \| \| \| 5 \| \| \| \| \| \| \| |                                                     |                                                                   |          |     |   |            |   |  |
| |                                                     |                                                                   | 1        | 2   | 3 | 4          | 5 |  |
| 1 | Rússia · Itália                                     | Andrey Rublev Fabio Fognini                                       | 6 1      | 6 2 |   |            |   |  |
| 2 | Rússia · Itália                                     | Daniil Medvedev Matteo Berrettini                                 | 6 4      | 6 2 |   |            |   |  |
| 3 | Rússia · Itália                                     | Evgeny Donskoy / Aslan Karatsev Simone Bolelli / Andrea Vavassori |          |     |   | não jogado |   |  |
| 4 | Rússia · Itália                                     |                                                                   |          |     |   |            |   |  |
| 5 | Rússia · Itália                                     |                                                                   |          |     |   |            |   |  |